# Poche à douille
Pour les articles homonymes, voir Douille.

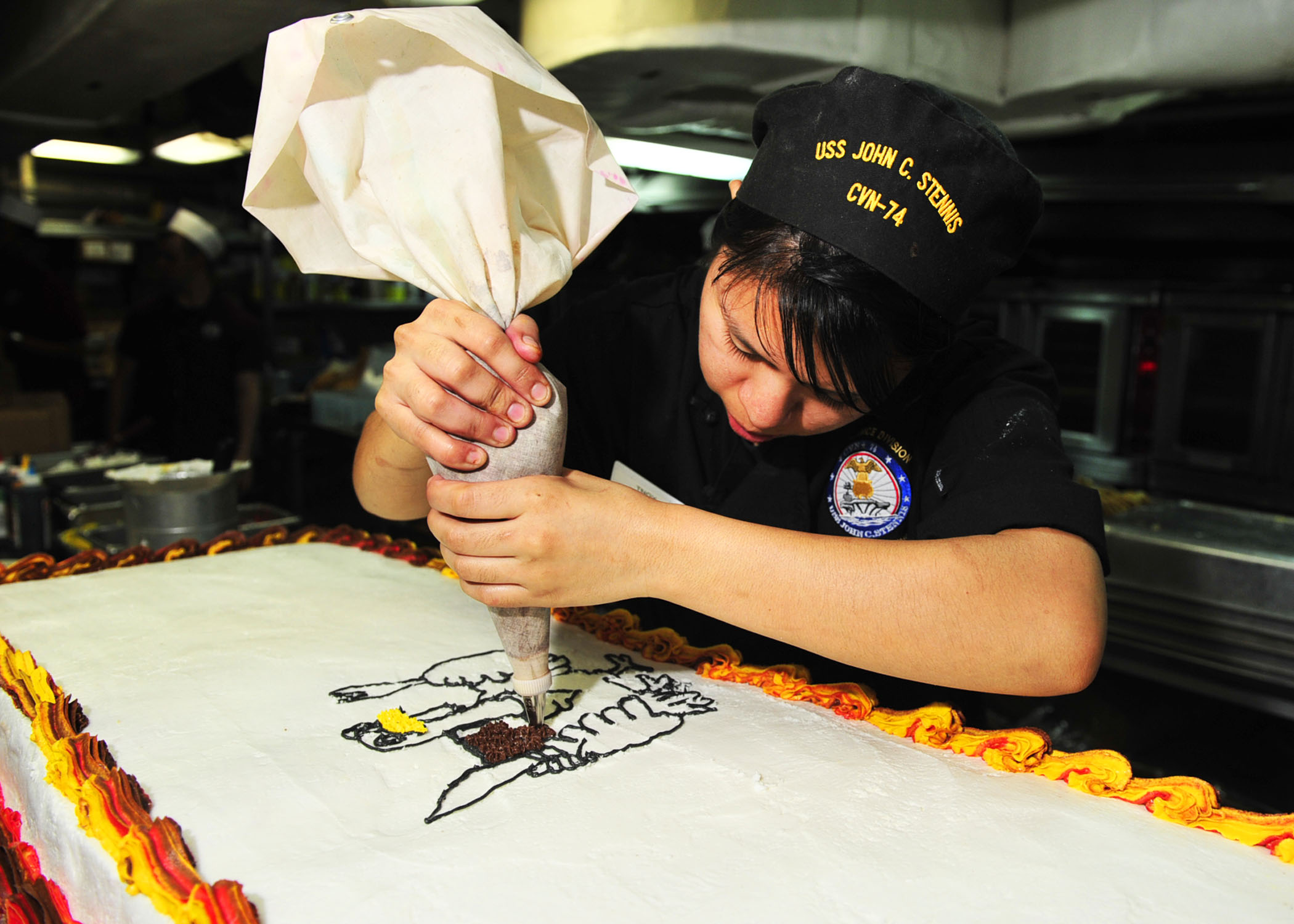
Utilisation d'une poche à douille.

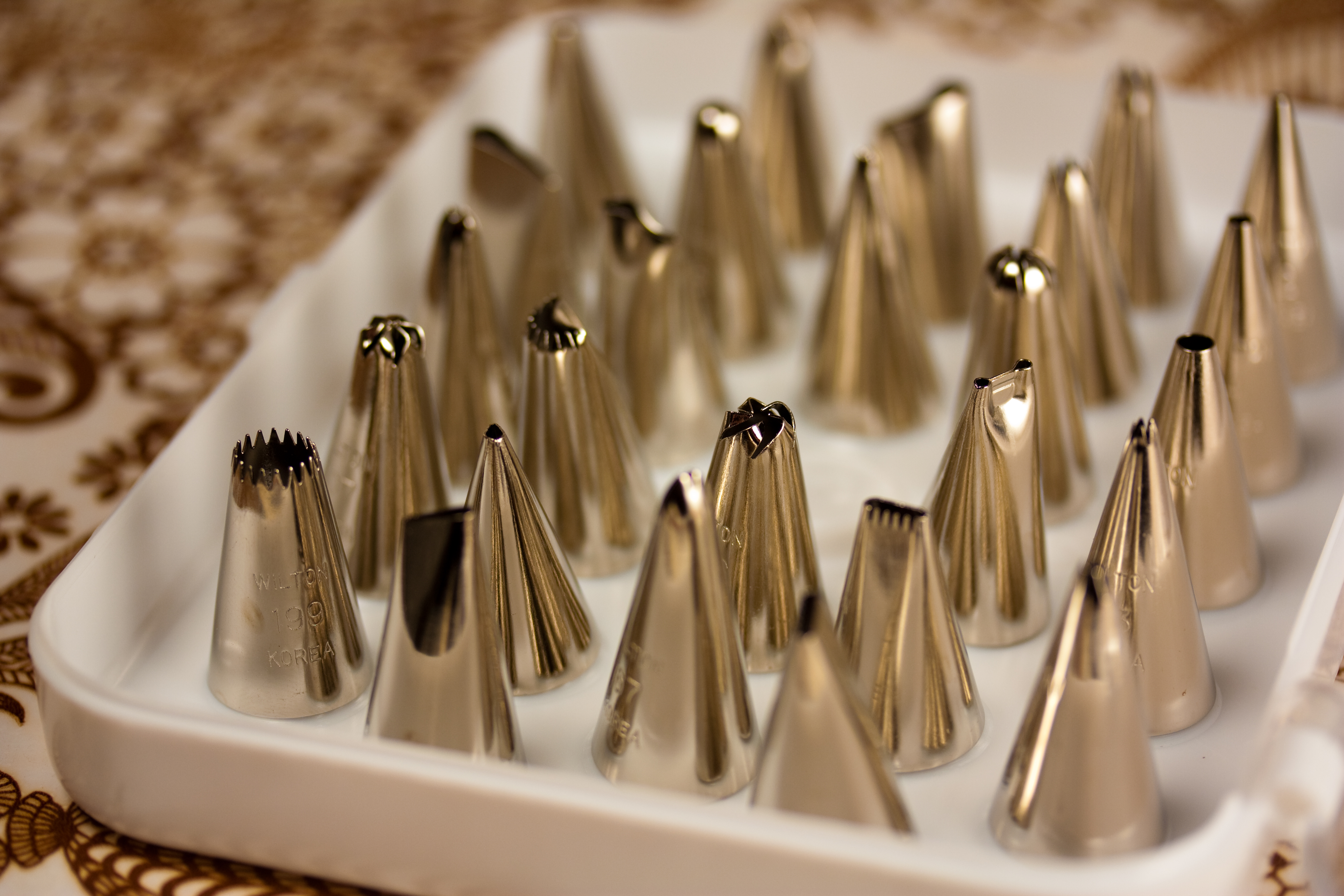
Différentes formes de douilles à pâtisserie.

La poche à douille est un sac conique muni d'un embout appelé douille, utilisé en cuisine pour décorer ou garnir des mets.  
Elle possède deux ouvertures : une grande à la base pour introduire la garniture (crème, ganache, mayonnaise, etc.) et une petite au sommet à laquelle on adapte la douille et par laquelle la garniture sort.
La douille elle-même est un cône creux dont l'ouverture, au sommet, est de formes et de largeurs variables donnant une forme spécifique (boudins de différents diamètres, en étoile, plat, etc.) à la préparation qui sort de la poche à douille. À l’origine en métal, la douille est ensuite fabriquée en plastique. 
Il existe des poches à douilles lavables et d’autres, en matière plastique, à usage unique.
Certaines sont munies d'une pièce permettant de changer l'embout sans devoir vider la poche. Cette pièce spéciale est faite de 2 éléments en plastique dur : le premier, enserré partiellement dans la poche est munie d'un pas de vis sur la partie sortante et d'une partie recevant la douille interchangeable, le second vient recouvrir la douille en se vissant au premier.

## Types de douilles
Les douilles sont habituellement fabriquées en acier inoxydable ou en polycarbonate (plastique). Il existe de nombreux types de douilles, adaptés à différents usages.

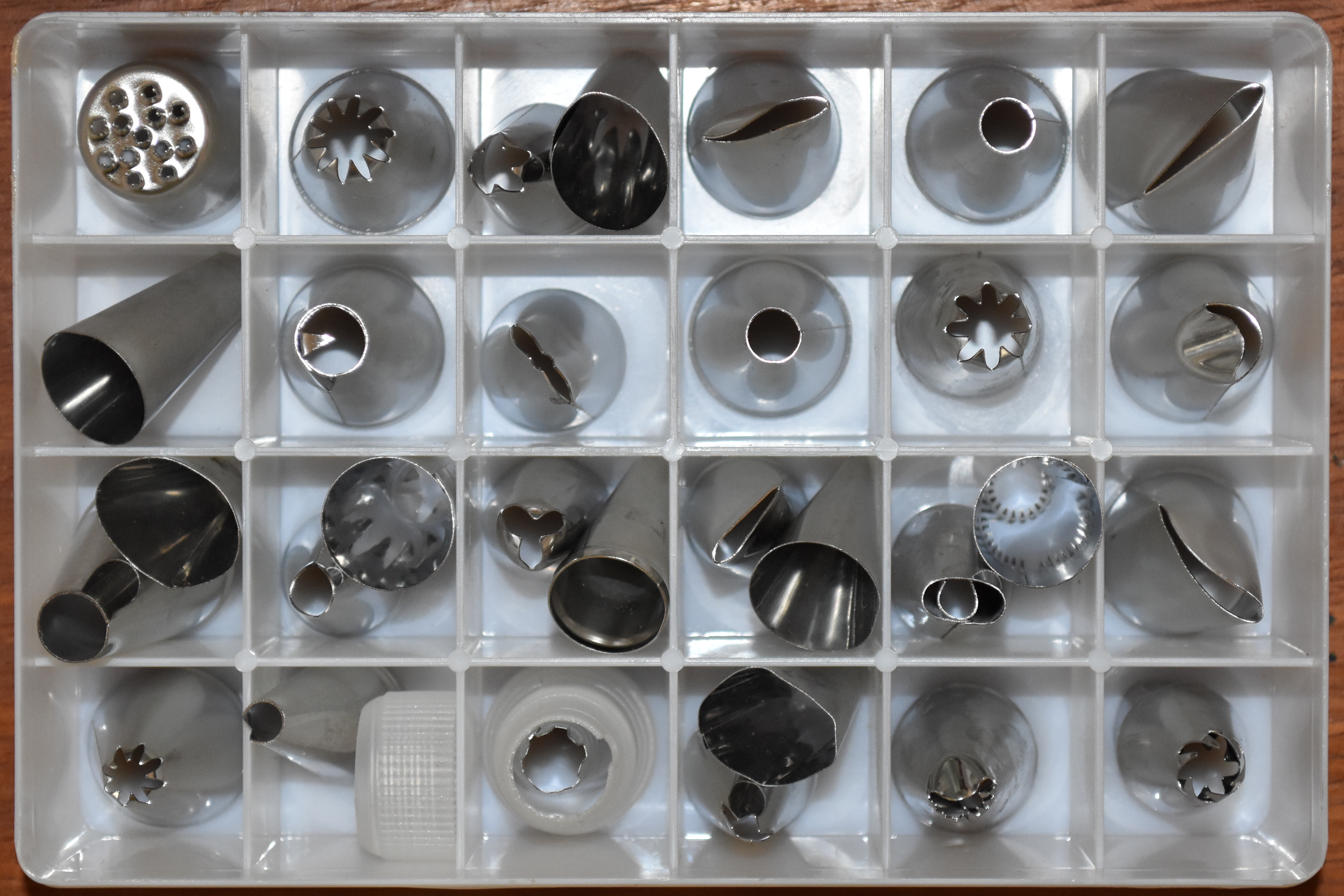
Assortiment de 24 pièces.

- Les douilles unies, notées U, sont des douilles rondes de diamètres divers. Par exemple, une douille de 12mm de diamètre sera notée U12. Elles sont utilisées pour garnir des choux, dresser des cercles de biscuit, … et plus généralement lorsque le résultat final ne sera pas visible, ou doit être uniforme. Les plus petits diamètres peuvent être utilisés pour l'écriture à la place d'un cornet.
- Les douilles cannelées sont des douilles rondes dentées. On utilise une lettre de A à F pour leur diamètre et un chiffre pour leur nombre de dents : ainsi, une douille D8 a un diamètre de 11mm et 8 dents. Elles peuvent être utilisées pour des décorations ou des parties visibles d'une pâtisserie.
- Les douilles petits-fours, notées PF, sont des douilles cannelées avec beaucoup de dents fines, afin de créer du relief. Elles sont utilisées par exemple pour le dressage des éclairs, petits-fours, verrines, …
- On trouve également une grande variété de douilles de décoration, permettant de réaliser des formes telles que des roses, des feuilles, …